# Alissa York
Alissa York (ur. 1970 w Athabasce w prowincji Alberta) – kanadyjska pisarka.
Studiowała literaturę angielską na McGill University. Otrzymała nagrody literackie: The Mary Scorer Award (za książkę ''Any Given Power), Journey Prize (za opowiadanie The Back of the Bear’s Mouth znajdujące się w zbiorze Any Given Power), Bronwen Wallace Memorial Award i The John Hirsch Award.
Jej mężem jest pisarz, reżyser filmowy i publicysta Clive Holden. Mieszka w Toronto.

## Dzieła

### Powieści
- Mercy (2003)
- Effigy (2007)
- Fauna (2010)

### Zbiory opowiadań
- Ship Fever (1999)